# Rábacsanak, Győr-Moson-Sopron
Rábacsanak  este un sat în districtul Csorna, județul Győr-Moson-Sopron, Ungaria, având o populație de 494 de locuitori (2011). 

## Demografie
Componența etnică a satului Rábacsanak
     Maghiari (99,15%)
     Necunoscut (0,85%)
     Alții (0,85%)
Componența confesională a satului Rábacsanak
     Romano-catolici (80,16%)
     Fără religie (5,26%)
     Necunoscută (13,77%)
     Luterani (0,81%)
Conform recensământului din 2011, satul Rábacsanak avea 494 de locuitori. Din punct de vedere etnic, majoritatea locuitorilor (99,15%) erau maghiari. Apartenența etnică nu este cunoscută în cazul a 0,85% din locuitori.  Din punct de vedere confesional, majoritatea locuitorilor (80,16%) erau romano-catolici, cu o minoritate de persoane fără religie (5,26%). Pentru 13,77% din locuitori nu este cunoscută apartenența confesională.